# Sesto Pedio
Sesto Pedio (I secolo – II secolo) è stato un giurista romano.
Di lui non si conosce con certezza alcun dato biografico, tuttavia si ritiene che sia stato attivo come giurista fra l'età di Nerone e quella di Adriano. Non è certo se appartenesse alla scuola sabiniana o a quella proculiana. Le testimonianze dei giuristi posteriori gli attribuiscono un ampio commentario all'editto pretorio, articolato in circa quaranta libri, e un altro all'editto degli edili curuli. Alcune fonti menzionano inoltre un'opera, De stipulationibus, che parte degli storici ritiene essere stata un trattato autonomo e parte come una sezione del commentario maggiore dedicata alle stipulazioni pretorie. Dalle dottrine che gli vengono attribuite e dal rispetto con cui è citato si ricava l'immagine di un giurista di grande raffinatezza, capace di elaborare principi innovativi.